# Éric Renault
Éric Michel Renault (* 1956) ist ein französischer Wirtschaftswissenschaftler und Hochschullehrer.

## Werdegang, Forschung und Lehre
Renault schloss 1977 sein Studium an der ENSAE als Master of Science in Wirtschaftswissenschaften und Mathematik an. Anschließend wechselte er an die Pariser Wirtschafts- und Handelshochschule Universität Paris-Dauphine, die er 1983 mit dem akademischen Grad eines Ph.D. in angewandter Mathematik für Sozialwissenschaften verließ. Parallel war er Assistant Professor zunächst an der ENSAE und später dem CNAM, ehe er 1983 als Associate Professor an die ENSAE zurückkehrte. 1986 wechselte er in selbiger Anstellung zurück an die Universität Paris-Dauphine, ehe er sich als Direktor für das Master-Programm 1988 erneut der ENSAE anschloss.
1990 folgte Renault einem Ruf der Universität Toulouse und wurde im Herbst des Jahres ordentlicher Professor für Wirtschaftswissenschaften. 1997 kehrte er nach Paris zurück und wurde Direktor des Ausschusses für wissenschaftliche und technische Forschung am INSEE. Ein Jahr später wurde er an die École polytechnique berufen und war parallel Direktor des Ausschusses für wissenschaftliche und technische Forschung der Universität Rennes. 2000 ging er an die Universität Montreal. Hier lehrte und forschte er vier Jahre, anschließend zog er zur University of North Carolina at Chapel Hill weiter. Später folgte er einem Ruf an die Brown University.
Renault Arbeitsschwerpunkt liegt im Bereich der Ökonometrie, insbesondere finanzwissenschaftliche Themen und Fragestellungen der Entscheidungstheorie werden von ihm bearbeitet. Er ist Fellow der Econometric Society. Für seine Arbeiten wurde er mehrfach ausgezeichnet, 2003 erhielt er den Prix Marcel-Dagenais.